# 9663 Zwin
9663 Zwin este un asteroid din centura principală de asteroizi.

## Descriere
9663 Zwin este un asteroid din centura principală de asteroizi. A fost descoperit pe 15 aprilie 1996 la Observatorul La Silla de Eric Walter Elst. El prezintă o orbită caracterizată de o semiaxă mare de 2,64 ua, o excentricitate de 0,09 și o înclinație de 0,9° în raport cu ecliptica.